# Pedro Morales Torres
Pedro Morales Torres (La Serena, 13 maggio 1932 – Santiago del Cile, 13 settembre 2000) è stato un allenatore di calcio cileno.

## Palmarès

### Allenatore

#### Competizioni nazionali
- Campionato cileno: 3

Colo-Colo: 1960, 1963, 1969